# Mud'juga
La Mud'juga  (in russo  Мудьюга?) è un fiume della Russia europea, affluente di destra dell'Onega. Scorre nell'Oblast' di Arcangelo, nel rajon Onežskij.

## Descrizione
Il fiume proviene dal lago Mud'južskoe, nello spartiacque dei fiumi Tamica, Colza e Onega e scorre in direzione dapprima sud-orientale, poi sud-occidentale. La corrente è rapida. Sfocia nell'Onega a 22 km dalla foce, presso il villaggio di Grichnovo. Ha una lunghezza di 119 km, il suo bacino è di 642 km².
Nelle vicinanze del villaggio di Mud'juga, il fiume è attraversato da un ponte della linea ferroviaria settentrionale «Obozerskaja - Malošujka».